# 共相 (佛教)
共相（巴利語：sāmañña-lakkhaṇa），又譯同相、總相、通相，古印度哲學術語，由佛教所繼承。共相指各別不同的法之間，共同的相（性質與外顯特徵）。也可以被引申為，由眾生共同的業所感應形成的共同外在世界。

## 概論
以毘缽舍那修行四念住，即是觀察身、受、心、法的自相與共相。